# Брагин, Александр Александрович
Александр Александрович Брагин (род. 23 мая 1954, Саранск) — советский и российский деятель спецслужб.

## Биография
Родился в семье служащих.
После окончания в 1976 году Мордовского государственного университета им. Огарева получил квалификацию «инженер электронной техники» и поступил на работу в НИИ завода «Электровыпрямитель».
С 1979 года, после окончания Высших курсов КГБ СССР в Минске, работал оперуполномоченным, начальником отделения и отдела, а с февраля 1992 года — начальником УФСБ РФ по Мордовии.
С 1999 года — начальник УФСБ РФ по Челябинской области.
В июне 2003 года назначен первым заместителем начальника Департамента по защите конституционного строя и борьбе с терроризмом ФСБ РФ.
С 2004 года руководитель Службы по защите конституционного строя и борьбе с терроризмом ФСБ России.
С 2008 года — заместитель директора Федеральной службы по техническому и экспортному контролю.

## Семья
Женат, имеет двоих сыновей.

## Награды
- Медаль «За отличие в военной службе» I степени
- Медаль «За отличие в военной службе» II степени
- Медаль «За отличие в военной службе» III степени
- Нагрудный знак «За службу в контрразведке» II степени
- Нагрудный знак «За службу в контрразведке» III степени

## Звания
- Генерал-майор (1999)
- Генерал-лейтенант (2001)
- Генерал-полковник (2007)